# Splash – Eine Jungfrau am Haken
Splash – Jungfrau am Haken (Originaltitel: Splash) ist eine US-amerikanische Filmkomödie aus dem Jahr 1984. Der Regisseur war Ron Howard, das Drehbuch schrieben Lowell Ganz, Babaloo Mandel und Bruce Jay Friedman. Es basiert vage auf dem Märchen Die kleine Meerjungfrau von Hans Christian Andersen. Die Hauptrollen spielten Tom Hanks und Daryl Hannah. Splash war der erste Film, den die im Jahr 1984 gegründete Disney-Tochter Touchstone Pictures produzierte.

## Handlung
Der kleine Junge Allen Bauer springt während einer Familienreise nach Cape Cod von der Fähre und trifft unter Wasser auf ein hübsches Mädchen, das, wie der Zuschauer etwas später sieht, einen Fischschwanz hat, er wird jedoch schnell von einem Erwachsenen aus dem Wasser geholt.
Jahre später ist Allen zusammen mit seinem Bruder Freddie Besitzer eines Obst- und Gemüsehandels in New York City. Er ist unzufrieden mit seinem Leben und führt eine unglückliche Beziehung. Als sich seine Freundin von ihm trennt, betrinkt sich Allen und beschließt daraufhin wieder nach Cape Cod zu fahren. Dort trifft er auf den paranoiden Meeresbiologen Dr. Walter Kornbluth. Allen lässt sich mit einem winzigen Boot zur Insel übersetzen. Dabei gibt es aber einen Unfall, durch den Allen ins Wasser stürzt und bewusstlos wird. Als er wieder zu sich kommt, liegt er am Strand und bei ihm ist eine schöne, blonde, nackte Frau, die ihm sehr bekannt vorkommt. Bevor er aber mehr herausfinden kann, küsst sie ihn und schwimmt davon.
Es zeigt sich, dass die blonde Frau eine Meerjungfrau ist und zwar die, welche Allen als Kind rettete. An Land verwandelt sich ihr Fischschwanz in Beine, so dass sie nicht auffällt. Die Beine verwandeln sich aber sofort in den Schwanz zurück, wenn sie mit Wasser in Berührung kommt. Sie hat sich in ihn verliebt und will ihn wiedersehen, deshalb fischt sie seine verlorene Brieftasche aus dem Meer und schwimmt nach New York. Dabei begegnet ihr auch Kornbluth auf einem Tauchgang.
Als sie an der Freiheitsstatue auftaucht, nackt, aber im Besitz der Brieftasche, ruft die Polizei Allen an, der sie aufnimmt. Bei einem Ausflug in die Stadt (zu Bloomingdale’s) kleidet sie sich nicht nur ein, sondern lernt auch vom Fernsehen die Sprache. Da ihr Name nicht für Menschen auszusprechen ist (Glas zerspringt), gibt sie sich selbst den Namen Madison (nach der Madison Avenue).
Allen verliebt sich schnell in sie, was Madison auch erwidert. Trotzdem wundert er sich über ihr teils merkwürdiges Verhalten (sie kennt keine Autos und Musik und isst einen ganzen Hummer mit Schale). Außerdem sagt sie ihm, dass sie nur bis zum nächsten Vollmond (sechs Tage) bleiben darf.
Währenddessen ist Kornbluth besessen davon, die Meerjungfrau zu finden. Er wird zwar verlacht und sogar verprügelt, schafft es aber schließlich doch, Madison in der Öffentlichkeit mit Wasser zu übergießen, sodass sich ihre Beine in ihren Meerjungfernschwanz verwandeln.
Daraufhin wird Madison in ein Labor gebracht, wo sie von Wissenschaftlern untersucht und sogar seziert werden soll. Sie beginnt aber Kornbluth leidzutun, so dass er Allen und Freddie hilft, sie zu befreien. Nach einer langen Verfolgungsjagd gelingt es Madison, wieder ins Meer zu springen, Allen soll mit ihr kommen. Zunächst fürchtet er sich, aber sie erinnert ihn daran, dass ihm unter Wasser nichts passieren kann, wenn sie bei ihm ist. Sie macht Allen aber auch klar, dass es für ihn kein Zurück an Land gibt. Er willigt ein und beide tauchen gemeinsam davon.

## Kritiken
Roger Ebert schrieb in der Chicago Sun-Times vom 1. Januar 1984, Tom Hanks hätte besser die Rolle des Bruders von Allen Bauer, Freddie, spielen sollen, die stattdessen John Candy übernommen hatte. Er lobte die Darstellung von Daryl Hannah.
Dave Kehr kritisierte den Film im Chicago Reader als „infantil“ und stilistisch den Fernsehfilmen ähnlich. Er verspottete die Komödie als ein „Schlaflied“ („lullaby“).
Helmut W. Banz charakterisierte den Film in der Zeit als „[e]in modernes Märchen, das Mythos, Phantasie und Realität kombiniert; hektische Alltagswelt und das magische Traumland des Meeres, Natur und Kultur komödiantisch konfrontiert, wobei die unschuldige Naivität der Nixe zum Auslöser satirischer Attacken auf die amerikanische Konsumwelt wird.“
Das Lexikon des internationalen Films bezeichnet den Film als „modernes Kinomärchen, das durch seine gut ausgewogene Mischung aus Romantik und Komik vergnüglich unterhält.“
Das Internetportal Moviesection.de beschreibt die Story als kurzweilig und nett erzählt. Romantik und Spannung kämen auch nicht zu kurz, was die Unvergänglichkeit des Films ausmache. Besonders die tolle Darstellung von John Candy mache den Film besonders unterhaltsam.

## Auszeichnungen
Der Film wurde für das Beste Drehbuch für den Filmpreis Oscar nominiert. Daryl Hannah gewann den Saturn Award, für den ebenfalls Ron Howard, John Candy, der Make-up-Experte Robert J. Schiffer und der Film als Bester Fantasy-Film nominiert wurden. Der Film wurde als Beste Komödie für den Golden Globe Award und den Young Artist Award nominiert. Das Drehbuch gewann den National Society of Film Critics Award und wurde für den Writers Guild of America Award nominiert.

## Trivia
- Die Drehbuchautoren Lowell Ganz und Babaloo Mandell haben beide Cameo-Auftritte im Film. Ganz ist Stan, der Fremdenführer an der Freiheitsstatue, Mandell spielt den Verleiher beim Schlittschuhlaufen, der Allen aufhält, als er Madison nachlaufen will.
- Clint Howard hat – wie häufig in den Filmen seines Bruders – einen Cameo-Auftritt: Er spielt einen Hochzeitsgast (Allen – aufgrund der Trennung von seiner Freundin mit den Nerven am Ende – schreit den Ahnungslosen unvermittelt an und Freddie identifiziert ihn als Bruder der Braut).
- Nach dem Film wurde Madison zu einem beliebten weiblichen Vornamen in den USA. Während Tom Hanks im Film noch sagt, Madison sei ein ungewöhnlicher Name, war er 1995 auf Platz 29 der beliebtesten weiblichen Vornamen der USA.
- Butch Hartman ehrte Eugene Levys Darstellung des Doktor Kornbluth, indem er ihn als Vorbild für den Charakter Denzel Q. Crocker in Cosmo und Wanda – Wenn Elfen helfen nahm. Beide Charaktere verwenden viel Zeit und Obsession darauf, zu beweisen, dass Elfen bzw. Meerjungfrauen existieren. Aus diesem Grund haben beide kein Privatleben und viele Feinde.
- Das Meerjungfrauenkostüm wurde von Thom Shouse entworfen.
- Daryl Hannah übernahm sämtliche Unterwasserszenen und Stunts selbst.

## DVD-Veröffentlichung
- Splash. Special Edition. Buena Vista Home Entertainment 2002

## Soundtrack
- Lee Holdridge, Will Jennings: Splash. Original Motion Picture Soundtrack. Super Tracks Music Group/Lee Holdridge, Garden Grove o. J., Tonträger-Nr. LHCD-02 – Originalaufnahme der Filmmusik, eingespielt unter der Leitung von Lee Holdridge

## Fortsetzung / Remake
1988 wurde eine Fortsetzung unter dem Titel Splash, Too – Die Nixe aus New York veröffentlicht. Für diesen konnte aber aufgrund des niedrigen Budgets (3,3 Millionen US-Dollar) mit Ausnahme von Dody Goodman (Mrs. Stimler) keiner der Darsteller des ersten Films gewonnen werden.
Im Jahr 2016 äußerte sich Produzent Brian Grazer zu einer möglichen Neuverfilmung des Films. Die Schauspieler Jillian Bell und Channing Tatum waren für die Hauptrollen im Gespräch.